# Église Saint-Pierre de Remiremont
 (Octobre 2024).
L'église Saint-Pierre de Remiremont est une église paroissiale située à Remiremont dans le département des Vosges. C'était autrefois l'église abbatiale de l'abbaye de Remiremont, dirigée par un chapitre noble intitulé « Insigne église collégiale et séculière Saint-Pierre de Remiremont ».
Cet édifice religieux se situe au centre du quartier dit canonial de Remiremont. Dans ce quartier, on peut voir encore des maisons de chanoinesses, un hôpital et le palais abbatial qui abrite aujourd'hui la mairie. Des modifications importantes de l'église ont été subies depuis la disparition du chapitre, en 1790.

## Généralités historiques

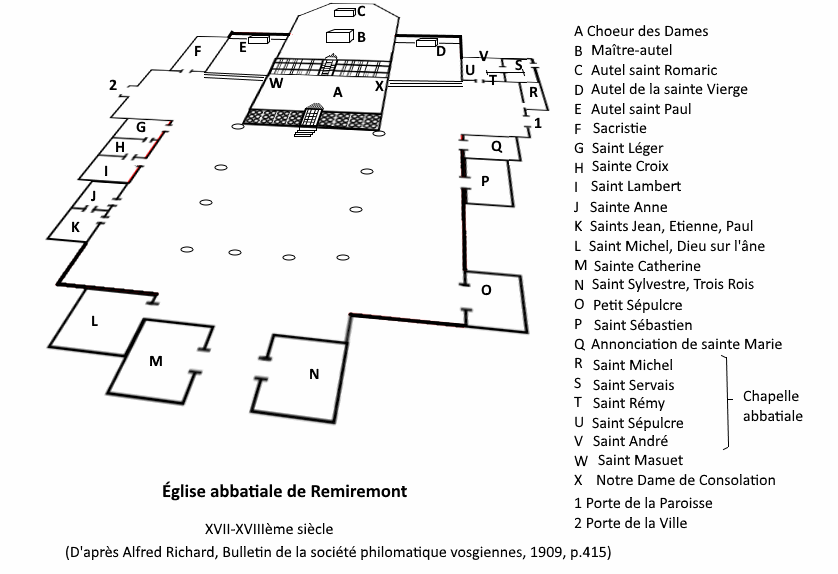
Plan de l'église abbatiale de Remiremont (XVIIIe)

En croisant les données issues de l'archéologie et des textes d’archives, on sait que trois églises se sont superposées au fil des siècles : l'édifice carolingien (VIIe–IXe), l'édifice roman (XIe siècle) et la période gothique à la fin du XIIIe siècle après un incendie où l'essentiel de l'église du chapitre des nobles dames de Saint-Pierre a été construit.
La date de la consécration de l'église abbatiale romane de Remiremont varie suivant les sources et les interprétations des analystes. Un diplôme du pape Léon IX précise qu'il consacra l'église abbatiale de Remiremont le 15 octobre 1050 sous la tutelle de l'évêché de Toul et du métropolite, l'archevêque de Trèves.
Au XIIIe siècle, la nouvelle église est plus grande que la précédente. Il faut attendre la fin du XIVe siècle pour parvenir à la fin du gros de l'édifice. Comme on le voit sur le plan de l'église abbatiale ci-contre, l'édifice initial va s'étoffer de plus en plus grâce à de très nombreuses chapelles : ce sont des donations et des œuvres des chanoinesses, des clercs ou des bourgeois de la ville qui pensent à leur salut. Une seule chapelle subsiste aujourd'hui, celle de Saint-Antoine. La décoration des voûtes eut lieu au XVe siècle.
À l'apogée des chanoinesses, il y avait la chapelle abbatiale composée des autels Saint-Michel, Saint-Servais, Saint-Rémy, Saint-Sépulcre et Saint-André.
Deux autels latéraux jouaient un rôle important : l'autel Saint-Paul et l'autel de la Sainte-Vierge. On y accédait depuis le transept par quelques petites marches.
Deux grilles séparaient les espaces des paroissiens et des chanoinesses, mais aussi la partie réservée aux chanoinesses du chœur avec l'autel Saint-Romaric. Dans la partie des chanoinesses, le siège de l'abbesse, princesse d'Empire est surmonté d'un dais. Les abbesses avaient un accès direct depuis le palais abbatial.

## Considérations architecturales

### Église paroissiale

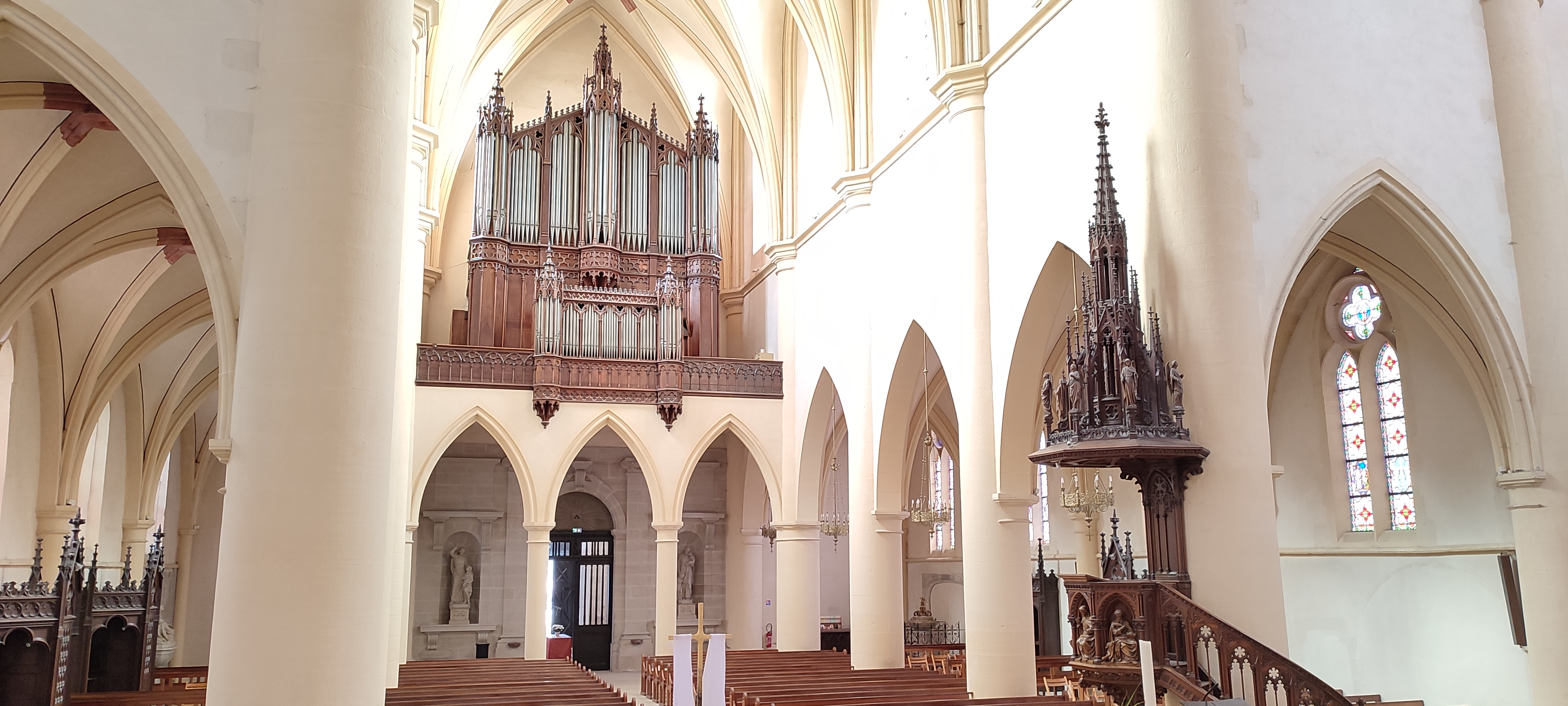
La nef avec la chaire et l'orgue.

L'église actuelle est de plan basilical et elle est construite en grès. La nef à vaisseau central est flanquée de bas-côtés simples séparés de la nef centrale par 4 piliers qui, à l'origine, conduisaient à l'espace grillagé, réservé aux chanoinesses. Le transept comporte à l'ouest une tourelle recouverte d'un toit  en  croupe.
Le vaisseau central de style gothique compte quatre travées ; il est voûté de croisées d'ogives supportées par des colonnes engagées. La nef est plutôt sobre et austère.
À l'est, le chevet laisse percevoir la présence de la crypte dont seules les petites baies sont visibles au ras du sol. Les contreforts accentuent la verticalité de cet espace réservé aux chanoinesses et directement relié au palais abbatial.
À l'ouest, le clocher-porche est flanqué d'édicules couverts de croupe qui prolongent les bas-côtés et donnent l'impression d'un volume unique d'une grande simplicité. L'élévation de la tour est sobre, marquée par une simplicité du décor et l'usage de l'ordre toscan. Cela contraste avec la toiture en bulbe, donnant sa silhouette si caractéristique à l'église de Remiremont.
Le clocher-porche est flanqué d'édicules couverts de croupe qui prolongent les bas-côtés.
Le décor du chœur est riche, réalisé en marbre et en gypse. Le chœur est surélevé et s'achève par une abside pentagonale.
Le mur sud est aveugle depuis la construction du palais abbatial.
Les verrières de l'abside racontent en neuf tableaux la vie de saint Romaric. Les vitraux des bas-côtés représentent la Passion du Christ jusqu'à la Résurrection. Les deux saints fondateurs du monastère masculin du Saint-Mont, Amé et Romaric, sont représentés dans la grande rosace du pignon sud du transept.

### Crypte
La crypte remonte à la deuxième église du XIIe siècle. C'est la seule partie qui subsiste de l'église romane. Elle est construite en moellon de grès sur pratiquement toute la surface du chœur de l'église haute. Une chapelle centrale s'articule autour de huit colonnes et trois vaisseaux longs de cinq travées à laquelle il faut joindre deux chapelles latérales. Trois absides hémicirculaires closent la structure globale. La chapelle Saint-Antoine présente des peintures murales qui représentent saint Antoine et entre autres la Crucifixion, saint Laurent, saint Brice et saint Martin, évêques de Tours.

### Galerie
L'église, de type basilical, est construite en grès et composée d'une nef à vaisseau central avec de simples bas-côtés.

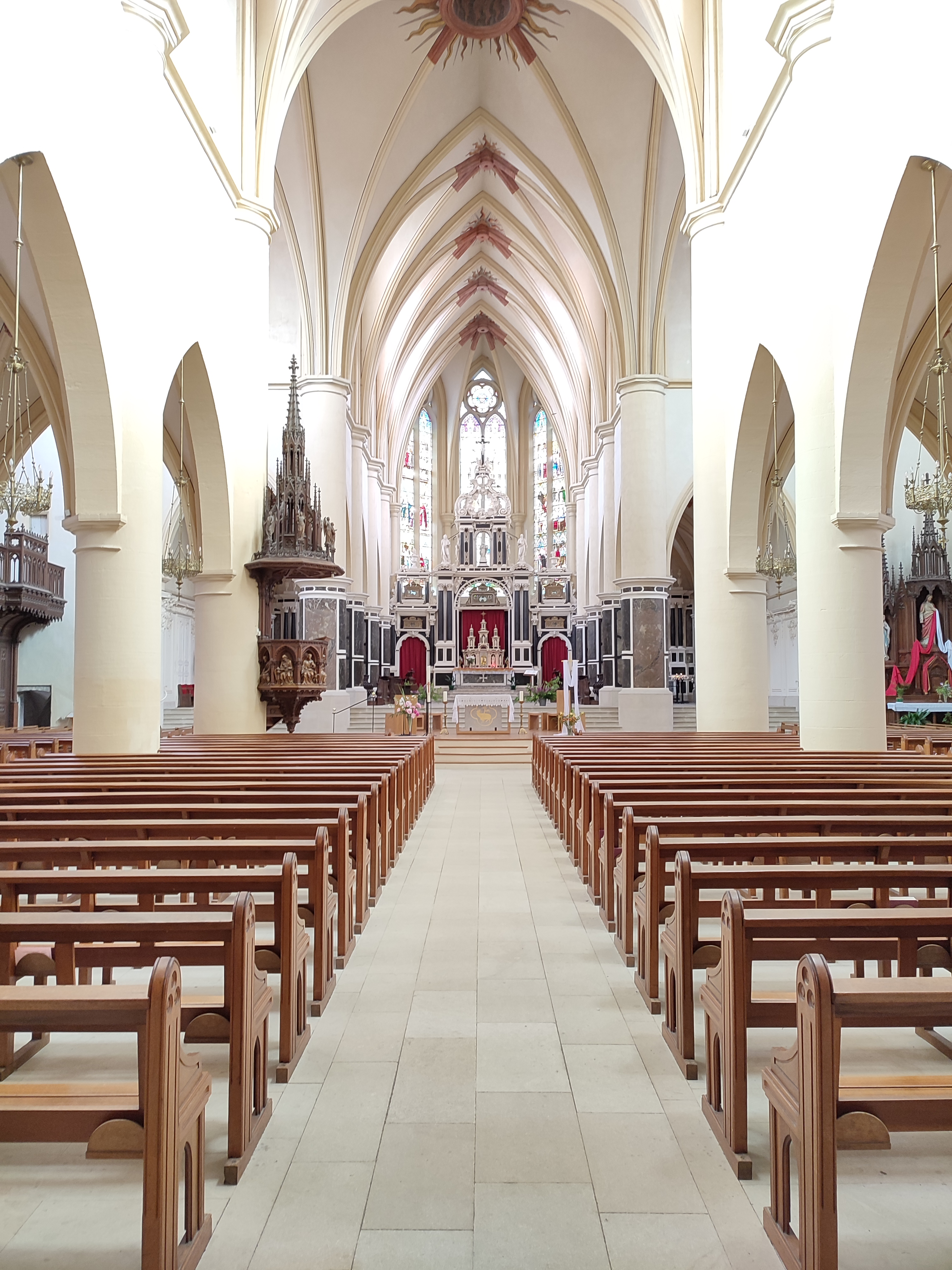
Nef centrale de Notre-Dame de Remiremont.
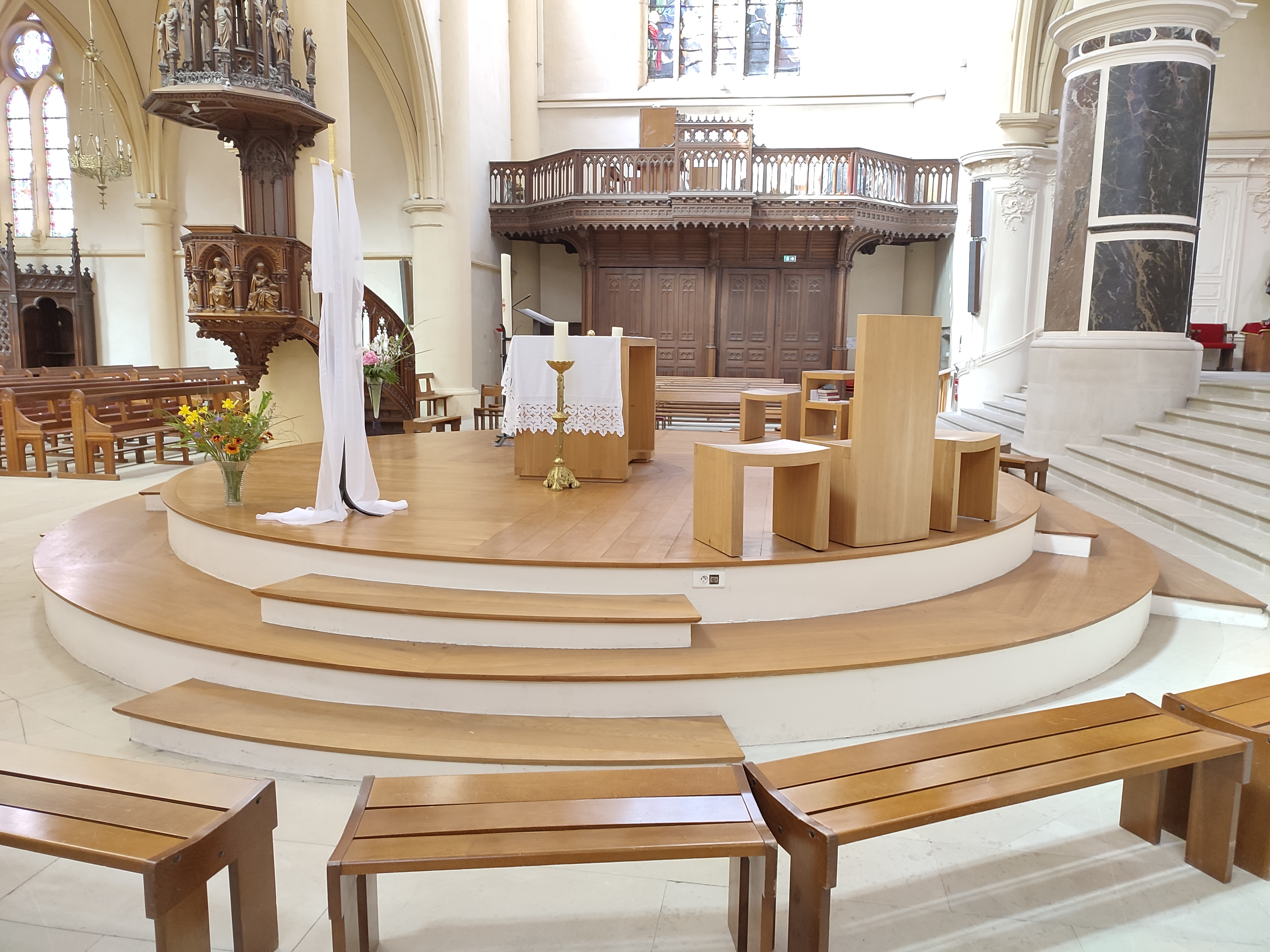
Le chœur de N.-D. de Remiremont.
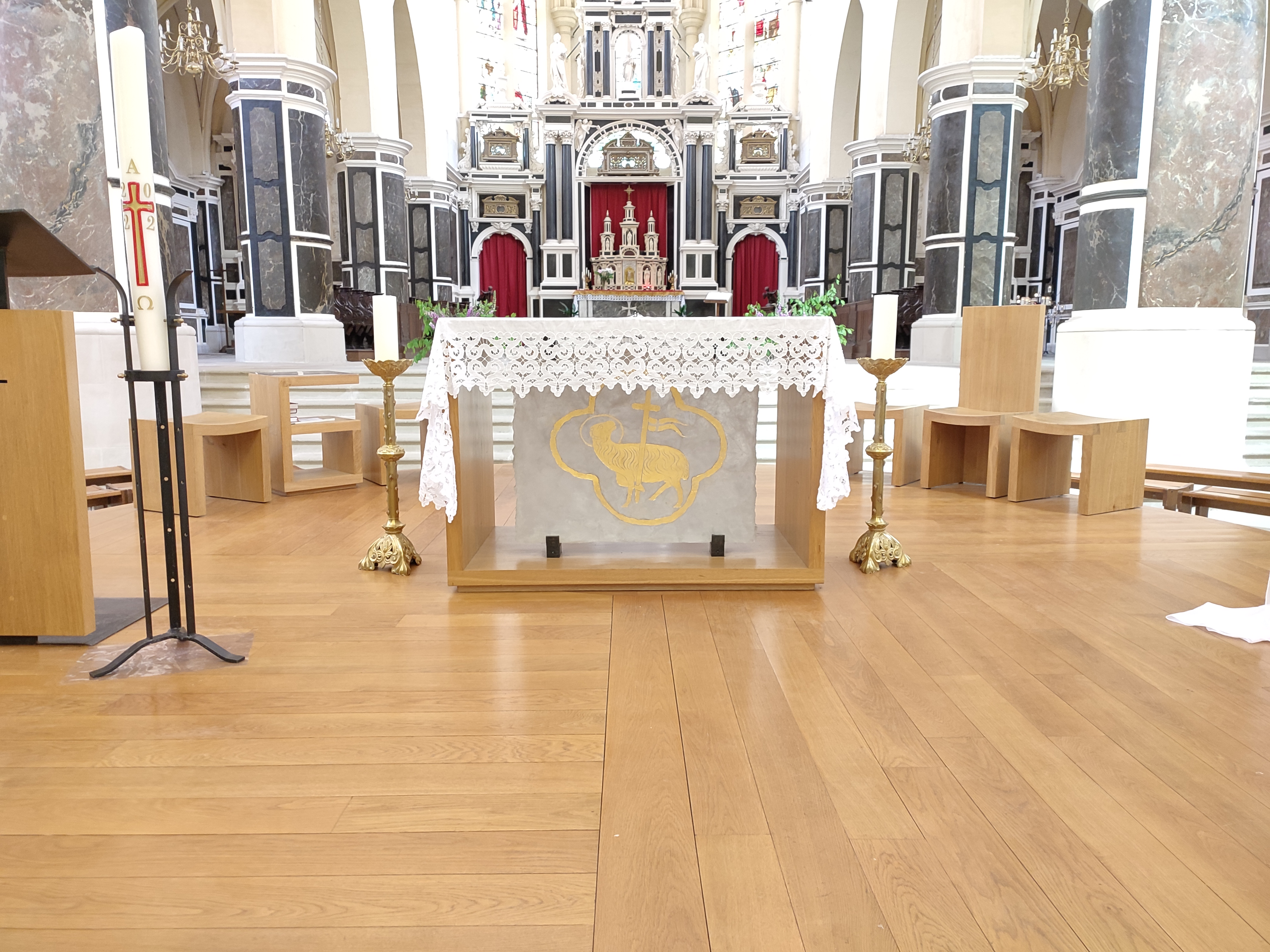
Le maître-autel de N.-D. de Remiremont.
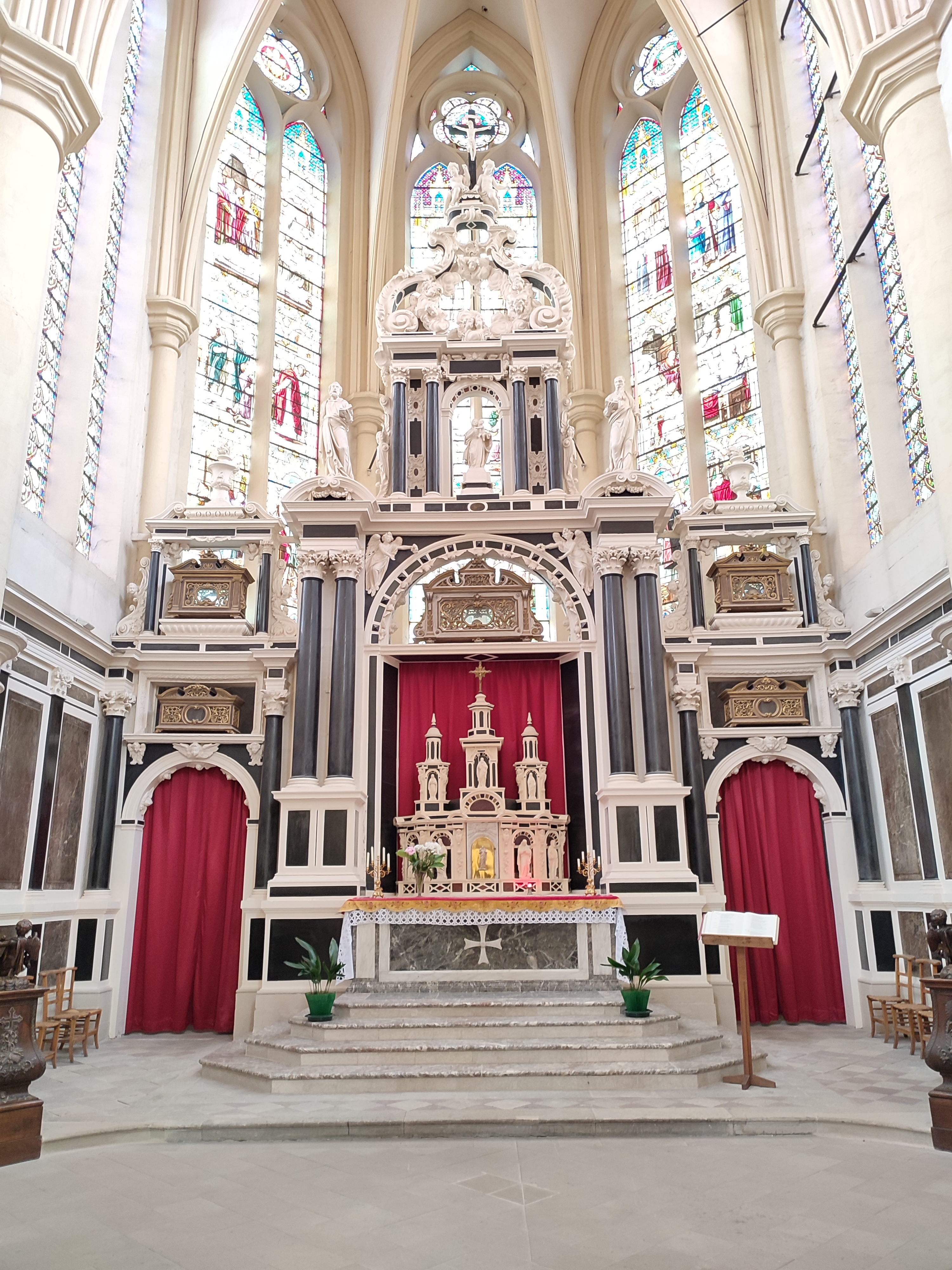
Le retable de l'abside.
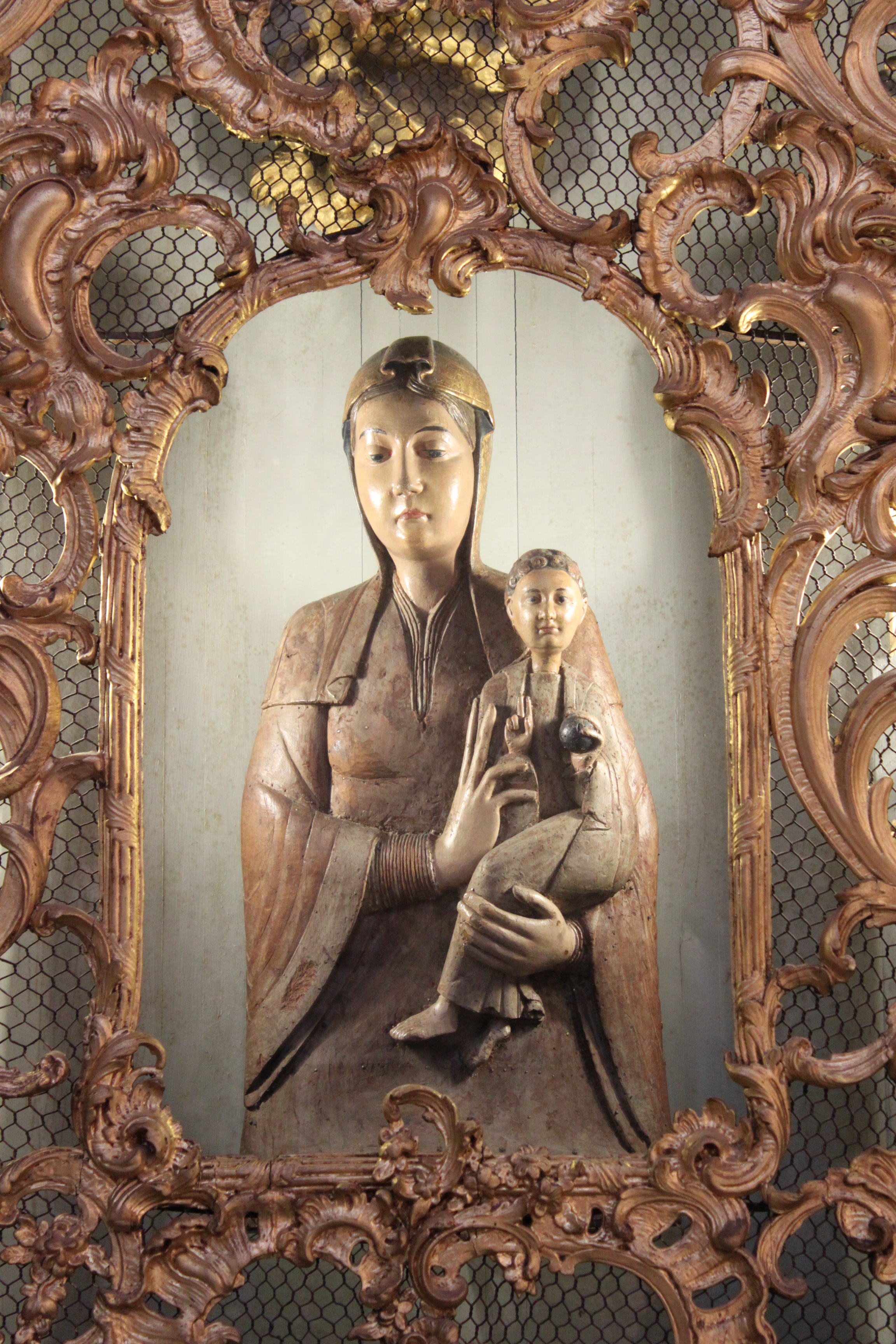
Notre-Dame du Trésor.

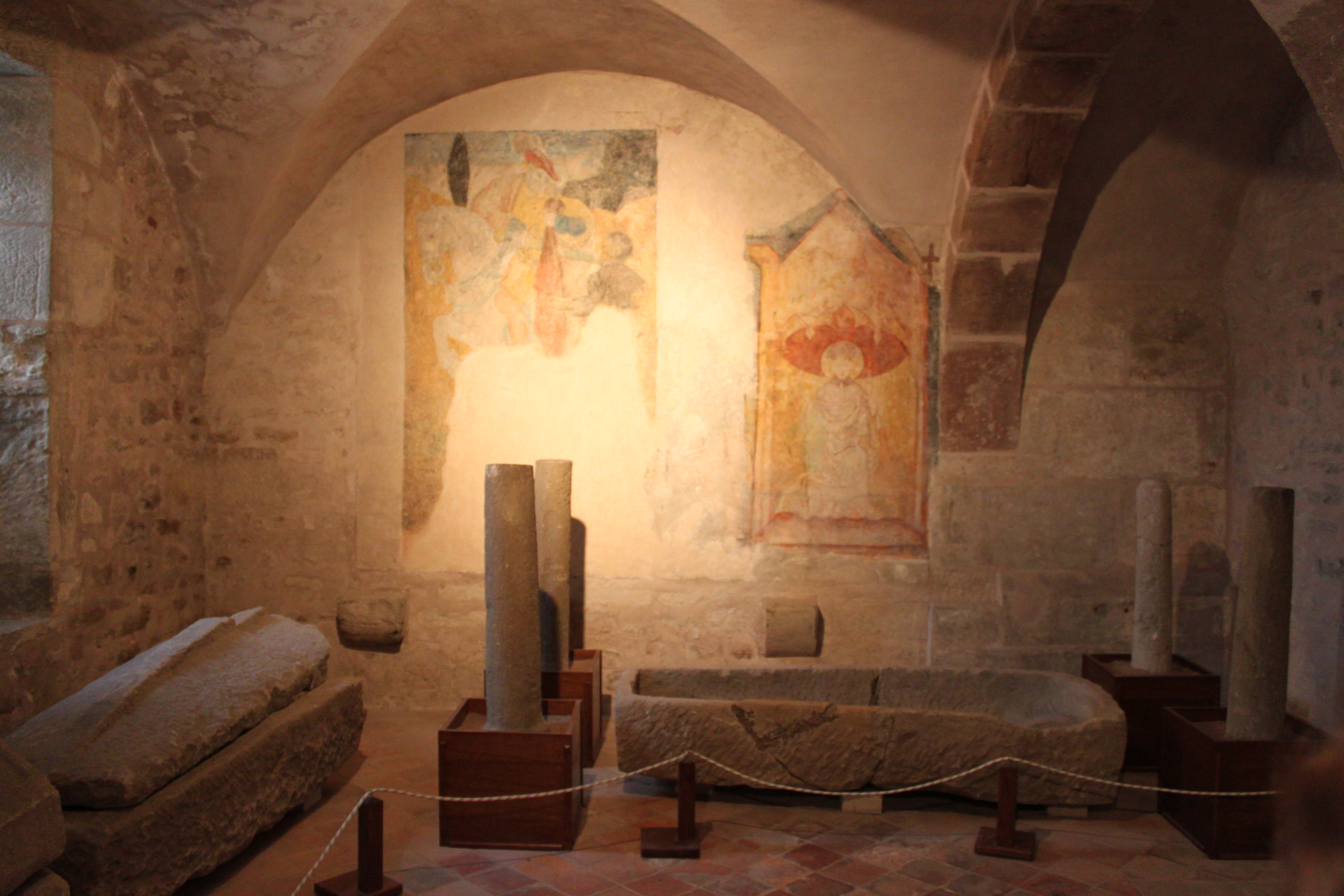
La crypte avec les sarcophages et les fresques.
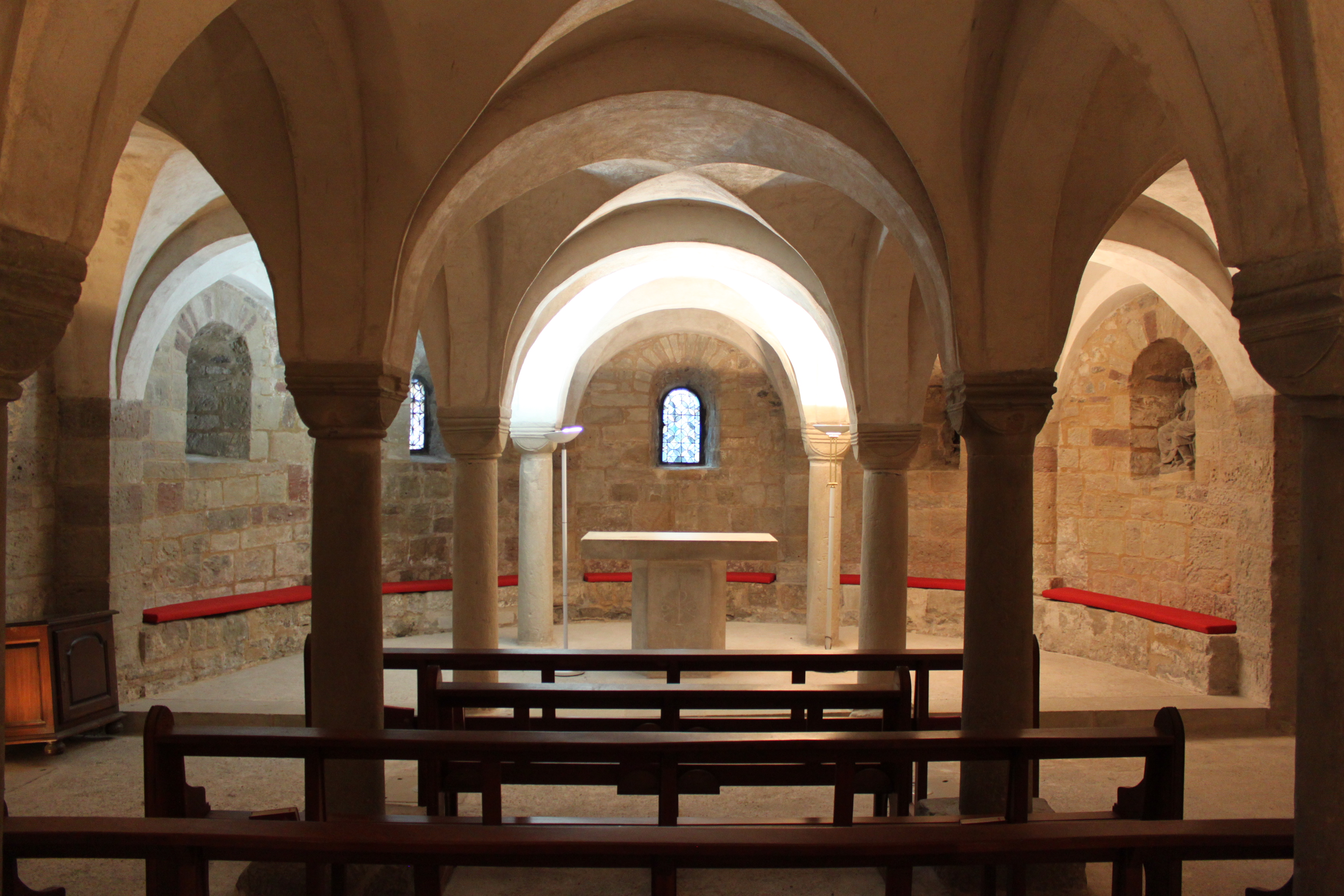
La crypte du côté de l'autel.

## Paroisse du Saint-Mont
C'est une église paroissiale du diocèse de Saint-Dié. Elle constitue l'une des trois églises de la paroisse du Saint-Mont qui regroupe les clochers de Remiremont, Saint-Nabord et Saint-Étienne-lès-Remiremont. Les trois églises sont gérées par un prêtre modérateur.